# Rüdenberg
Rüdenberg (česky doslovně Hrubý vrch) je 444 m vysoký vrch na území města Neustadt in Sachsen (místní část Oberottendorf) v zemském okrese Saské Švýcarsko-Východní Krušné hory a obce Schmölln-Putzkau (místní část Putzkau) v zemském okrese Budyšín v Sasku.

## Charakteristika
Vrch leží v německé části Šluknovské pahorkatiny (Lausitzer Bergland) a její mesogeochoře Západní hornolužická vrchovina (Westliches Oberlausitzer Bergland). Geologické podloží tvoří dvojslídý hybridní granodiorit, který protíná žíla doleritu. Na jižním svahu se nachází starý lom. Převládajícím půdním typem je podzolová kambizem, kterou doplňuje erodovaná parakambizem a koluvizem. Na západním svahu pramení Weickersdorfský potok, na severovýchodním pak jeho přítok Chikagský potok. Celý vrch tak náleží k povodí Wesenitz a Labe a k úmoří Severního moře. Vrch je zalesněný jehličnatým lesem a je součástí lesního celku zvaného Rüdenwald (Hrubý les), který protíná řada historických cest. Vrch leží v chráněné krajinné oblasti Oberlausitzer Bergland.
Přes Rüdenberg vede modrá, červená a žlutá turistická trasa. Žlutá se jmenuje Rund um Bischofswerda (Kolem Bischofswerdy). Po jižním až východním svahu vede zemská silnice S 156 spojující Neustadt in Sachsen a Bischofswerdu.